# Дірндль

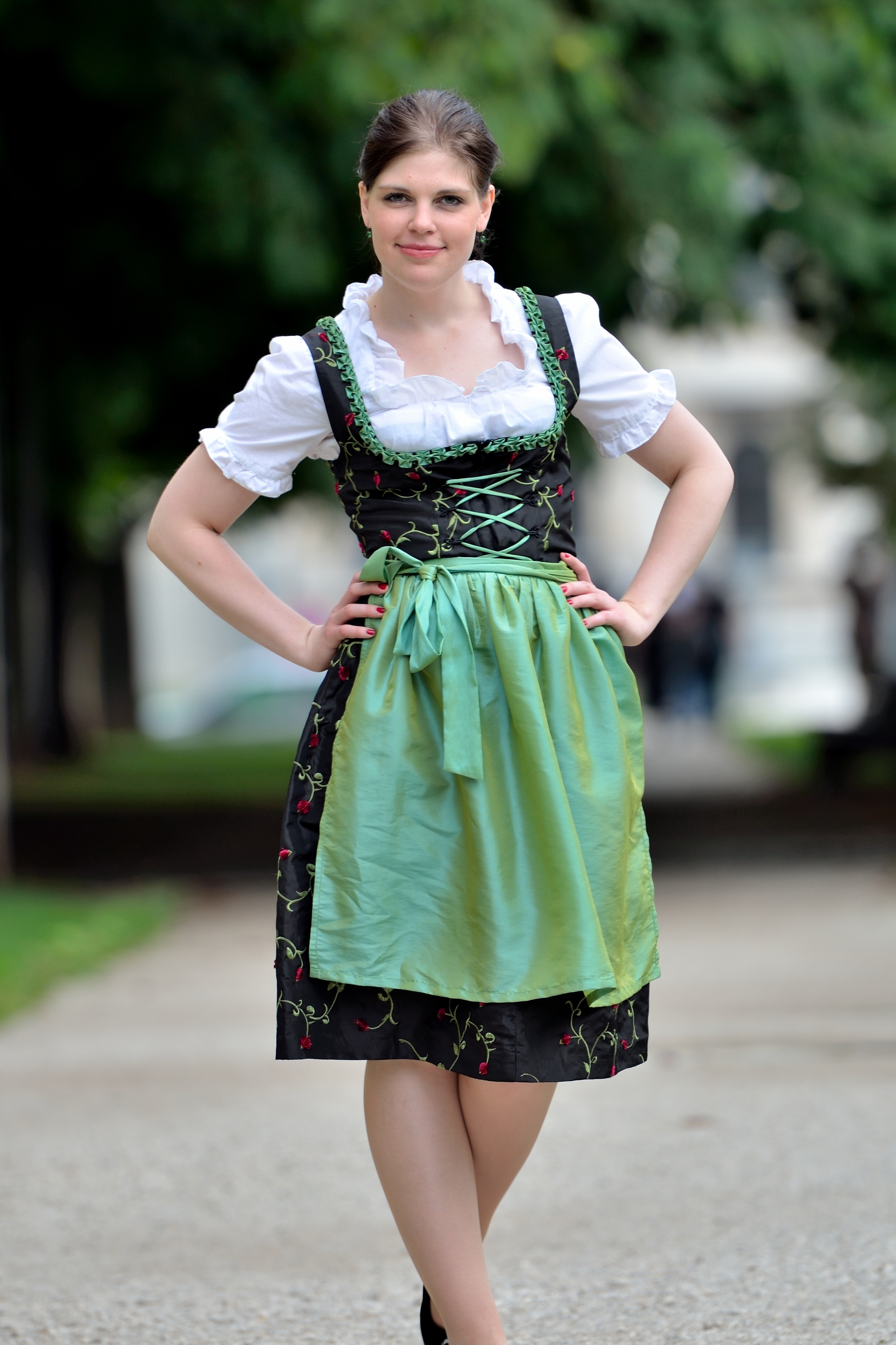
Костюм дірндль

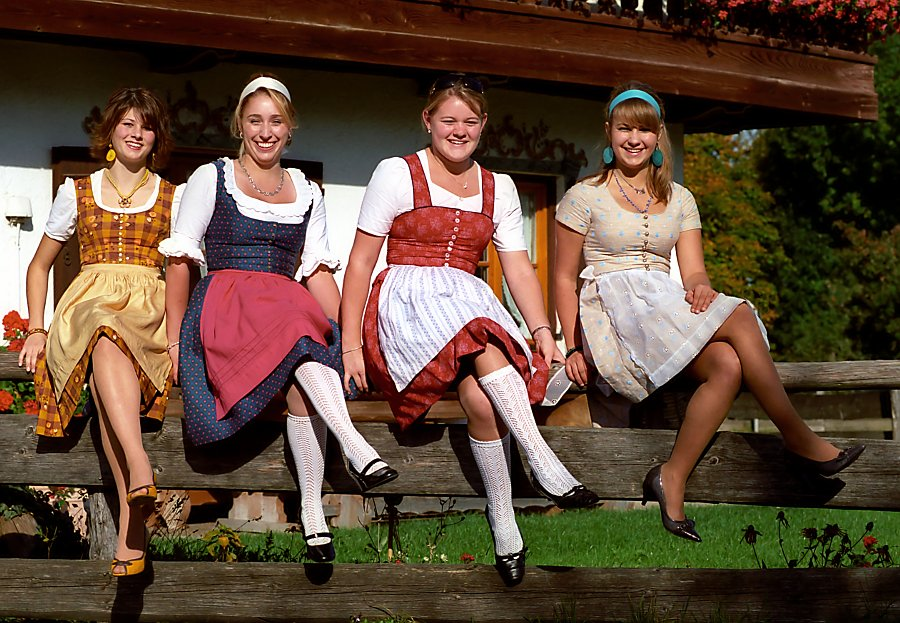
Сучасний короткий дірндль

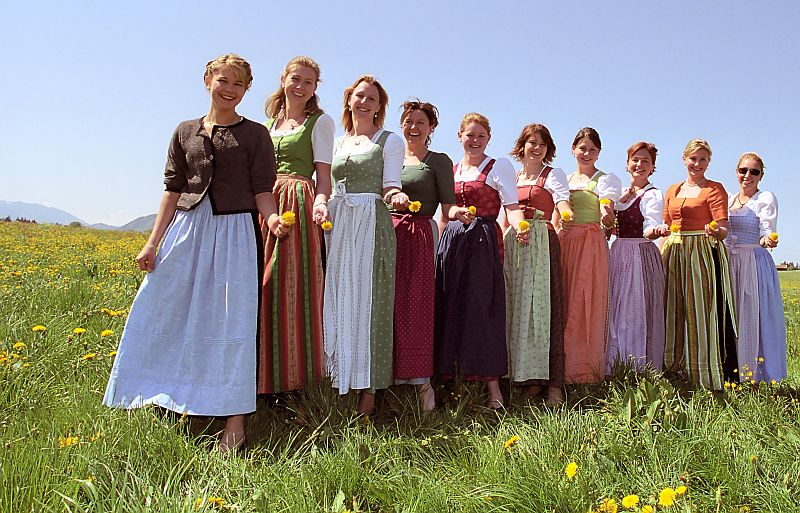
Дівчата у дірндлях традиційної довжини

Дірндль (нім. Dirndl, бавар. Diandl) — сучасний костюм, стилізований під традиційне вбрання населення німецькомовних альпійських регіонів.

## Історія
Цей костюм, всупереч існуючій думці, є виключно продуктом уявлень міського населення про сільське вбрання. Сам дірндль з'явився у 70-80-х роках XIX століття, в часи, коли ідеї націоналізму набули поширення у багатьох представників вищих та середніх класів, що мешкали в містах. Ключову роль у створенні костюма відіграли брати Моріц і Юліус Валлах, які заснували в 1890 році «Volkstunsthaus» (Мюнхен). У 1910 році на честь 100-річчя «Октоберфесту», брати безкоштовно роздали його відвідувачкам сукні, що дуже нагадували народні костюми Баварії. З того часу дірндль набув широкої популярності серед німецької інтелігенції. Фоном для такої популярності послужив усталений у культурі контраст між нібито «штучністю» і «розпустою» міського суспільства з «споконвічним» та «природним» укладом сільського життя.
Сучасний вигляд костюма з'явився в націонал-соціалістичному середовищі. Під керівництвом Гертруди Пезендорфер було створено Центральне бюро німецьких костюмів Націонал-соціалістичної жіночої організації. Головною метою бюро було позбавити дірндль «надмірних впливів церкви та індустріалізації». Таким чином, вбрання значно змінилося. Був прибраний закритий комір, рукави, звузився силует, а спідниця була вкорочена до колін.

## Опис
Верхня частина костюма складається з блузи з корсажем або облягаючим ліфом, нижня з широкої спідниці зі строкатої тканини (зазвичай «в квіточку»), в складку, з обов'язковим яскравим невеликим фартухом; за традицією шиється із натуральних тканин. Назва костюма пішла від нім. Dirndl — коротка вживана форма від нім. Dirndlkleid — букв. «сукня дівчини»; нім. Dirndl на баварському діалекті — «молода дівчина» (слово сходить до нім. Dirn — «селянська дівчина»).
Таким чином одягалися альпійські селянки. Костюм популярний у регіоні досі (головним чином у Баварії та Австрії). Будучи традиційним, здебільшого одягається у національні свята.
Дірндль надзвичайно популярний серед дівчат під час проведення Октоберфесту у Мюнхені. У Баварії та Австрії сукню можна часто бачити на жінках, які працюють у сфері туризму та пивних садах.